# Malacocincla
Malacocincla is een geslacht van zangvogels uit de familie Pellorneidae.  De vogels in dit geslacht worden muistimalia's genoemd. Eerder was dit geslacht ingedeeld in de familie Timaliidae (timalia's) maar bij een taxonomische herziening is het verplaatst naar de familie Pellorneidae. De wetenschappelijke naam van het geslacht is voor het eerst geldig gepubliceerd in 1845 door Edward Blyth.

## Soorten
De volgende soorten zijn bij het geslacht ingedeeld:
- Malacocincla abbotti  – Roodstaartmuistimalia
- Malacocincla perspicillata  – Zwartbrauwmuistimalia
- Malacocincla sepiaria  – Horsfields muistimalia